# 北京黄庄学校
北京市石景山区黄庄学校，简称北京黄庄学校，是一所位于北京市石景山区黄庄村的学校。于北京市石景山区黄庄学校在石景山区民政局登记，主管单位为北京市石景山区教育委员会。该校面向没有北京市户口无法在北京公立学校入学的农民工子弟招生，是北京市规模最大的打工子弟学校之一。其始建于1998年7月，2018年8月13日因办学许可到期且石景山区教委不予换发新证而停办。